# Eugen Onegin (opera)
|  | For andre betydninger, se Eugen Onegin (flertydig) |
Eugen Onegin (russisk: Евгений Онегин, tranlit.: Jevgenij Onegin eller Evgenij Onegin) opus 24 er en opera ("lyriske scener") i tre akter (syv scener) skrevet af Pjotr Ilitj Tjajkovskij. Librettoen er skrevet af komponisten og følger en række passager i Aleksandr Pusjkins versroman 1825-1832 af samme navn.
Operaen blev opført første gang i Moskva i 1879.